# 禄宁县
禄宁县是越南平福省下辖的一个县。面积835.95平方千米，2008年总人口115268人。
目前越南政府計劃恢復歷史上的以安－祿寧鐵路，並構想在祿寧將鐵路網連接到柬埔寨鐵路（泛亞鐵路）。

## 地理
禄宁县位于越柬边境，北和西接柬埔寨，南接平隆市社和汉广县，东接蒲𧎛县、布亚摩县和富盈县。

## 历史
越戰期間，祿寧是越南南方共和國的首都，直到1975年西貢解放後才遷往西貢-嘉定市（今胡志明市）。1967年和1972年，在禄宁先後爆發了第一次和第二次祿寧戰役。
2008年3月1日，禄光社析置禄富社。

## 行政区划
禄宁县下辖1市镇15社，县莅禄宁市镇。
- 禄宁市镇（Thị trấn Lộc Ninh）
- 禄安社（Xã Lộc An）
- 禄田社（Xã Lộc Điền）
- 禄协社（Xã Lộc Hiệp）
- 禄和社（Xã Lộc Hòa）
- 禄兴社（Xã Lộc Hưng）
- 禄庆社（Xã Lộc Khánh）
- 禄富社（Xã Lộc Phú）
- 禄光社（Xã Lộc Quang）
- 禄晋社（Xã Lộc Tấn）
- 禄泰社（Xã Lộc Thái）
- 禄𣆭社（Xã Lộc Thạnh）
- 禄成社（Xã Lộc Thành）
- 禄善社（Xã Lộc Thiện）
- 禄盛社（Xã Lộc Thịnh）
- 禄顺社（Xã Lộc Thuận）